# Agustín Millares Torres
Agustín Millares Torres (Las Palmas de Gran Canaria, 1826−1896) foi um historiador, novelista e músico espanhol, nascido nas ilhas Canárias.
É autor da monumental obra intitulada "Historia General de las Islas Canarias", em dez volumes, cuja publicação se iniciou em 1881 prolongando-se até 1895. A obra constituía-se na mais ambiciosa e completa até então publicada sobre as Canárias.